# IC 1318
IC 1318 је емисиона маглина у сазвјежђу Лабуд која се налази на листи објеката дубоког неба у Индекс каталогу.
Деклинација објекта је + 40° 15' 24" а ректасцензија 20h 22m 14,0s. IC 1318 је још познат и под ознакама LBN 245.